# Walter Simons

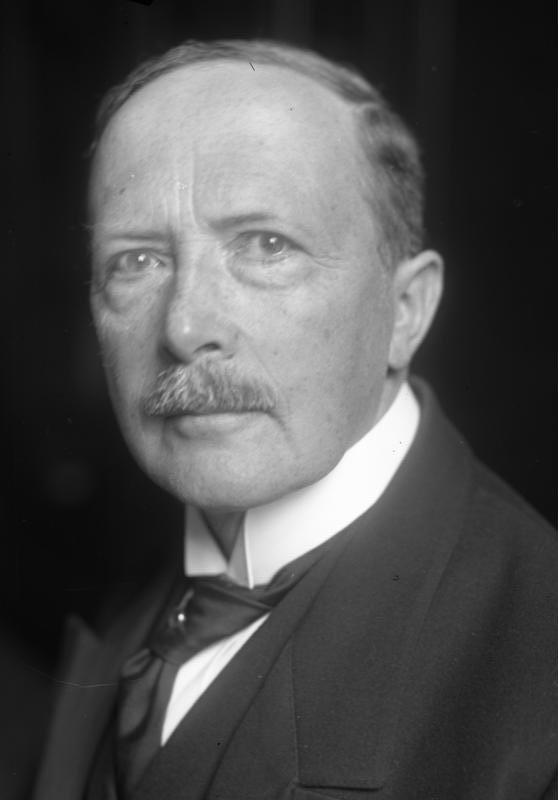
Walter Simons (1931)

Walter Simons (Elberfeld, 24 september 1861 - Nowawes, 14 juli 1937) was een Duits jurist en een partijloos politicus. Simons was tussen 1920 en 1921 Rijksminister van Buitenlandse Zaken van de Weimarrepubliek. Daarna was hij van 1922 tot 1929 president van het Reichsgericht (het hooggerechtshof in de tijd van het Duitse Rijk). 
Na de dood van Friedrich Ebert was Simons tussen 12 maart en 12 mei 1925 waarnemend Rijkspresident. Hij werd daarna opgevolgd door Paul von Hindenburg.